# 內布拉斯加州第一國會選區
內布拉斯加州第一國會選區（英語：Nebraska's 1st congressional district）是美国內布拉斯加州的一個國會選區，目前該區眾議員為共和黨的邁克·弗魯德。
在 2010 年美国人口普查之后，第一国会选区更改为包括萨皮县的东部地区;达科他县移至第 3 国会选区。在 2020 年美国人口普查之后，第一国会选区更改为包括萨皮县的东部，卡斯、兰开斯特、苏厄德、巴特勒、道奇、科尔法克斯、普拉特、卡明、斯坦顿、麦迪逊和波尔克县东北部的 10 个县，包括奥西奥拉市。
根据 2010 年人口普查后的选区重划路线，第一国会选区的库克党派投票指数 （CPVI） 为 R+11。在 2022 年，由于重新划分，CPVI 将该地区的评级调整为 R+9。

## 選區範圍
該選區範圍為內布拉斯加州東部各郡，包含蘭開斯特郡（州治林肯市所在）、道奇郡、麥迪遜郡、蓋奇郡、達科他郡、韋恩郡、迪克森郡、瑟斯頓縣、斯坦頓郡、科爾法克斯郡、華盛頓郡、桑德斯郡、巴特勒郡、卡斯郡、奧托郡、約翰遜郡、蘇厄德郡、波尼郡、尼馬哈郡、理查森郡的全部和和錫達縣和薩皮縣的一部分。